# Ermitage Amsterdam
Emitage Amsterdam és una part de l'Ermitage de Sant Petersburg, Rússia, ubicat a la vora del riu Amstel a Amsterdam. El museu està localitzat en l'Amstelhof, un edifici d'estil clàssic de 1681. Va mostrar petites exposicions en l'adjacent edifici Neerlandia des del 24 febrer de 2004 fins que el museu principal va obrir el 19 de juny de 2009.
És actualment el més gran satèl·lit de l'Ermitage, amb una àrea total de 12.846 m² i amb l'objectiu de fer accessibles les seves col·leccions a més persones. L'àrea d'exposició cobreix 2.172 m2 i conté dues sales grans d'exposició i habitacions d'exposició més petites. La resta de l'espai inclou sales de lectura, oficines i allotjaments de personal i un restaurant.

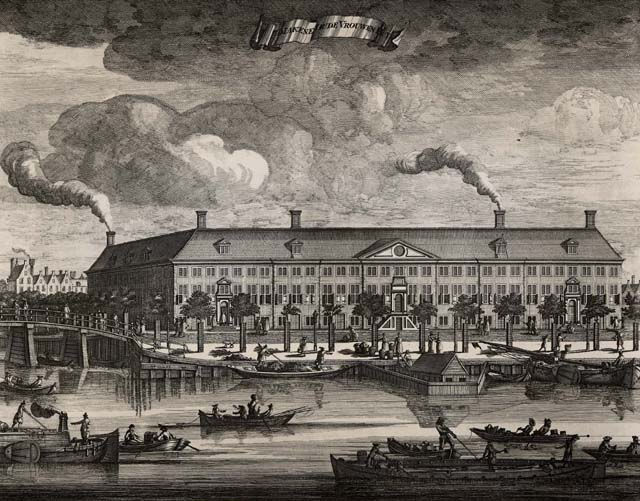
Un aiguafort (1693) del Amstelhof, mostrant l'edifici desproporcionat

La estructura va obrir el 1682 com a casa de jubilació per a dones ancianes amb el nom de Diaconie Oude Vrouwen Huys i ubicat a la vora de l'est del riu Amstel. A partir de 1817, l'estructura va albergar també homes ancians, i va ser rebatejat Diaconie Oude Vrouwen- en Mannenhuis. L'edifici es va anomenar Amstelhof (Tribunal Amstel) el 1953.
El museu alberga dues exposicions permanents, una sobre les relacions dels Països Baixos i Rússia i l'altre detalla la història de l'edifici Amstelhof . Les exposicions provisionals normalment són planificades per sis-mesos.

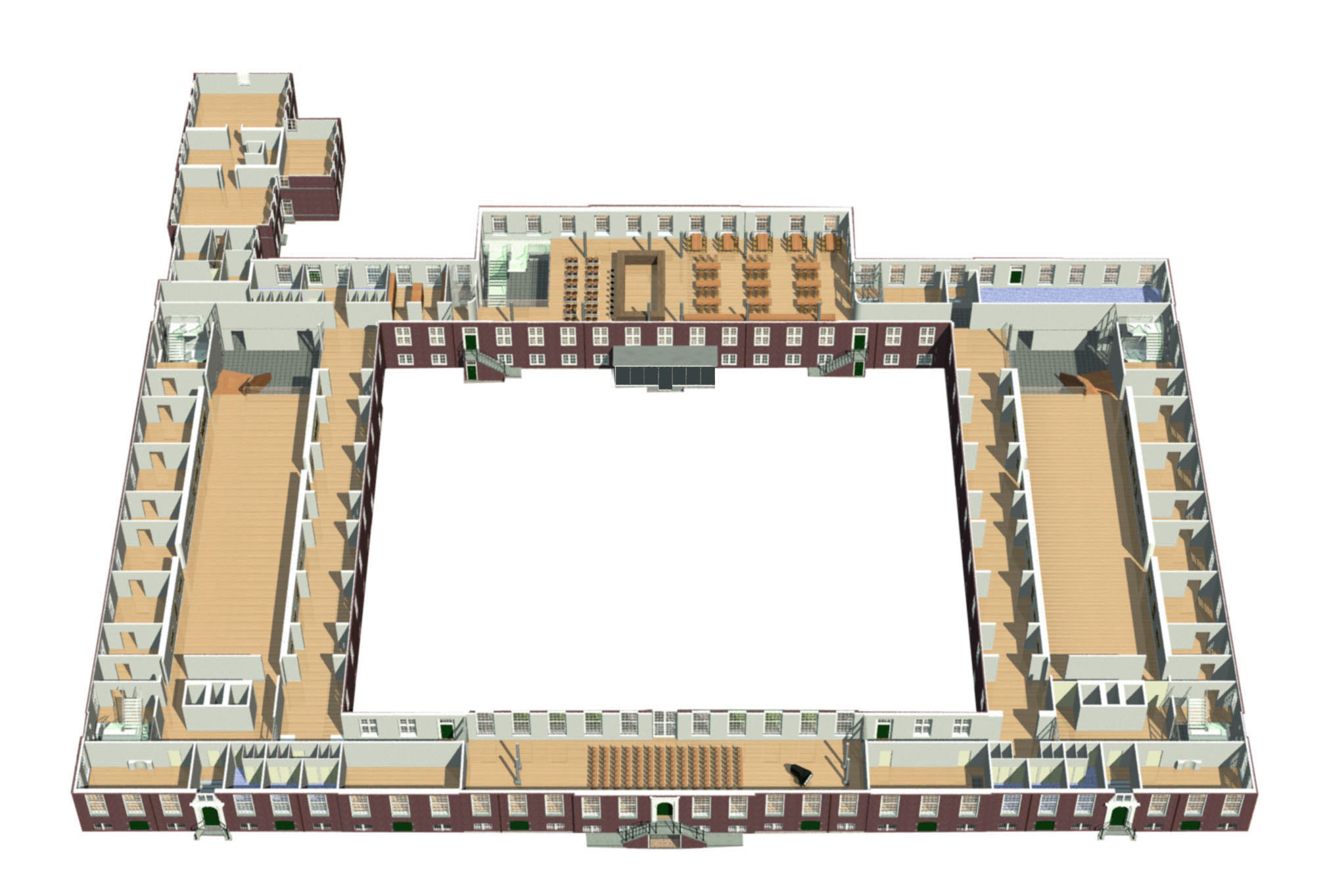
Plànol de l'Ermitage
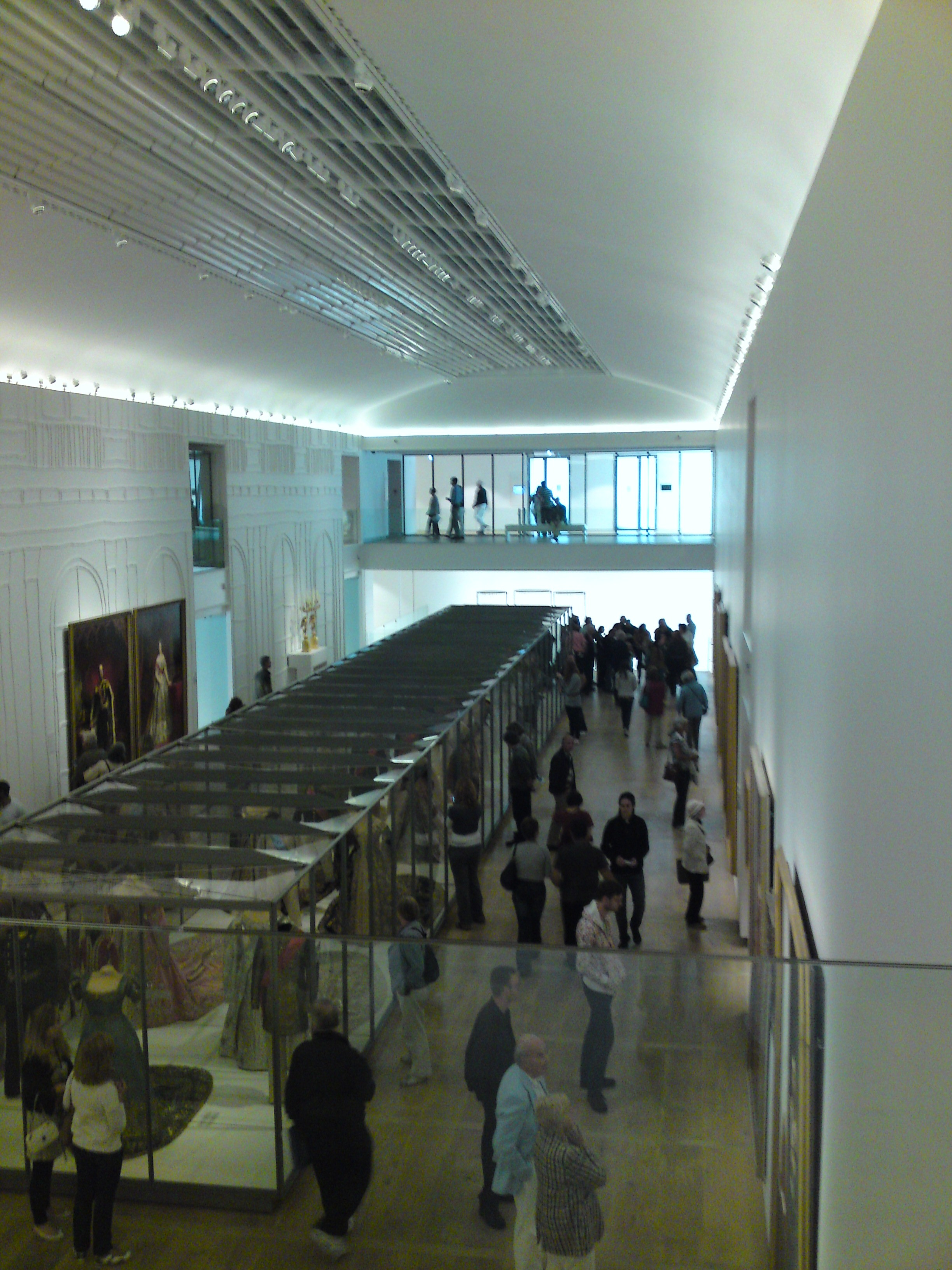
Keizersvleugel (al costat de Nieuwe Keizersgracht)
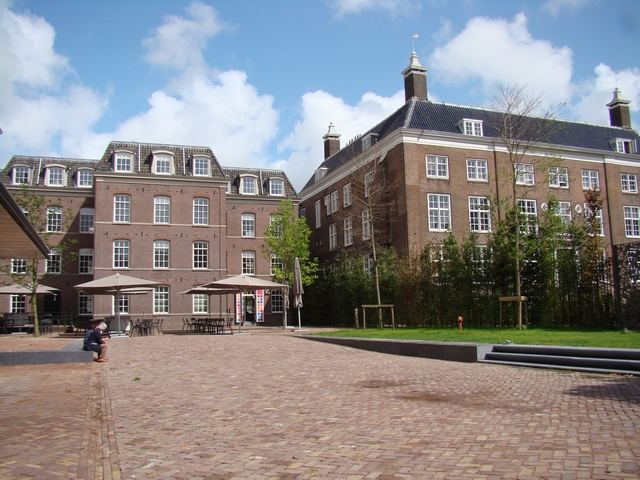
part posterior de l'edifici
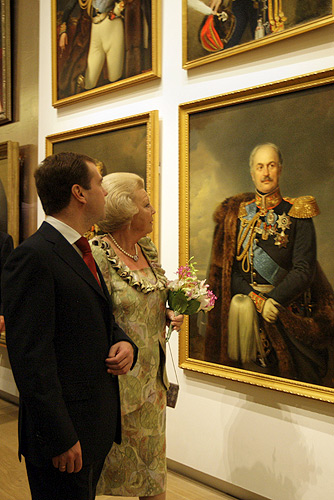
President rus Dmitri Medvédev i la Reina Beatriu a l'obertura oficial de l'Ermitage Amsterdam el 20 de juny de 2009